# Getúlio Vargas (Rio Grande do Sul)
Getúlio Vargas is een gemeente in de Braziliaanse deelstaat Rio Grande do Sul. De gemeente telt 16.345 inwoners (schatting 2009).
De gemeente is vernoemd naar Getúlio Vargas, de vroegere president van Brazilië.